# Csillagfalva
Csillagfalva (ukránul: Княгиня [Knyahina]) település Ukrajnában, Kárpátalján, az Ungvári járásban.

## Fekvése
A Keleti-Beszkidekben, Nagybereznától északkeletre, Eszterág és Sóslak közt fekvő település.

## Nevének eredete
A falu Knyahina neve szláv eredetű, alapjának az ukrán (knyahinya) fejedelemasszony, hercegnő köznevet tartják. Eredetileg hegynév lehetett, mivel a településtől délnyugatra található egy Knyahinica nevű hegy. Mai, Csillagfalva nevét az itt lehullott, úgynevezett Knyahinyai meteorit után kapta.

## Története
Csillagfalva (Knyahina) nevét 1770-1772 között említette először oklevél Kniahynicza néven. 1773-ban Knyahinya, 1851-ben Knyahinya, 1913-ban Csillagfalva néven írták.
A falu mai Csillagfalva nevét 1904-ben az országos helységnévrendezés során kapta. Nevének alapjául szolgált az itt 1866. június 9-én lehullott meteorkő, melynek súlya több mint 300 kg volt.
1910-ben 464 lakosából 3 magyar, 7 német, 454 ruszin volt. Ebből 457 görögkatolikus, 7 izraelita volt. A Trianoni békeszerződés előtt Ung vármegye Nagybereznai járásához tartozott.

## Népesség
| 1910 | 464 |
| 2001 | 315 |

A népesség anyanyelv szerinti megoszlása a teljes népesség %-ában (2001)